# 许英淑
许英淑（韓語：허영숙，1975年7月2日—），韩国女子手球运动员。她曾代表韩国国家队参加2000年和2004年夏季奥林匹克运动会手球比赛，其中2004年奥运会获得一枚银牌。